# بروغريس (مركبة فضائية)

مقطع عرضي يبين أجزاء مركبة بروغريس

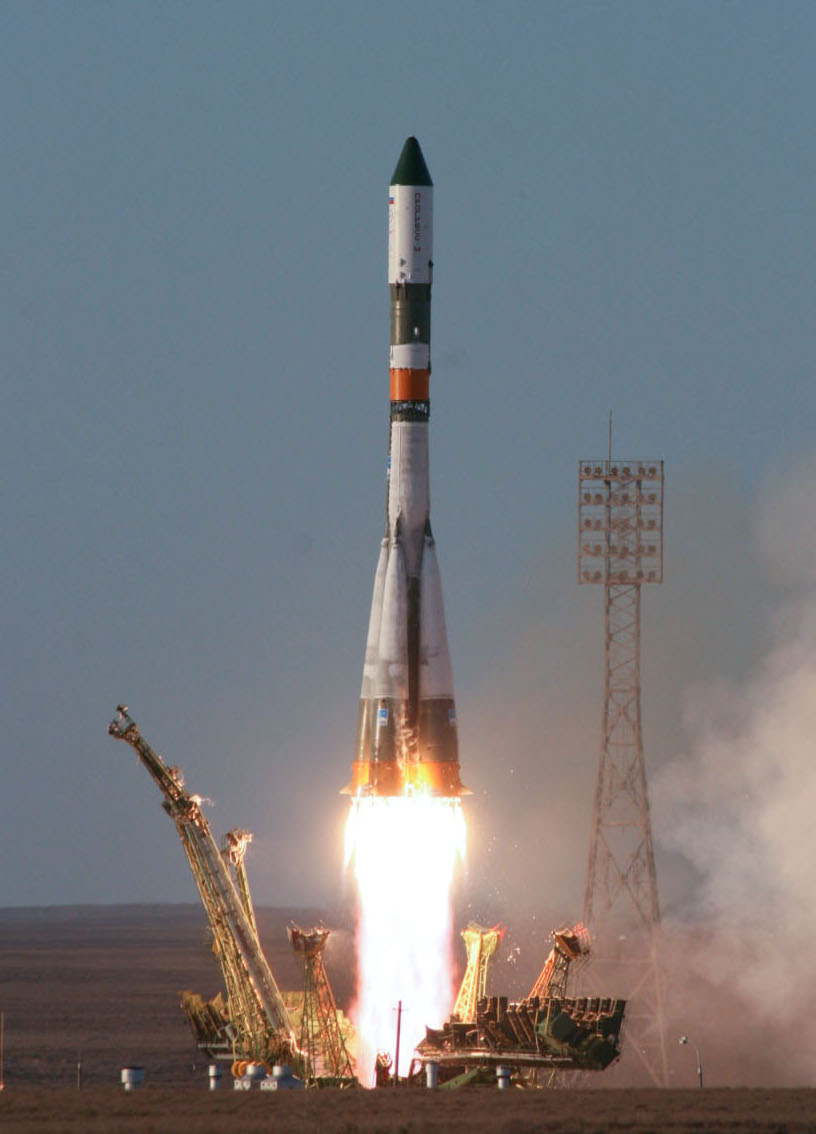
لحظة إطلاق مركبة بروغريس على متن صاروخ سويوز

بروغريس (بالروسية: Прогресс)‏ (بالإنجليزية: Progress)‏ سفينة فضاء روسية لشحن البضائع. الغرض منها هو توفير الإمدادات اللازمة والمواد الغذائية لرواد الفضاء. وعلى الرغم من أنها لا تحمل طاقمًا على متنها، إلا أنه يمكن أن يصعد عليها رواد فضاء عندما تلتحم مع محطة فضائية، وبالتالي يتم تصنيفها من قبل الشركة المصنعة لها على أنها مركبة مأهولة. جاء تصميمها مماثلا لتصميم مركبة سويوز الفضائية التي تقل رواد الفضاء، ويتم إطلاقها باستخدام صاروخ سويوز وهو نفس الصاروخ الذي يحمل مركبة سويوز الفضائية المأهولة.
قدمت مركبة بروغريس الدعم للمحطات الفضائية منذ زمن مركبة ساليوت 6 (سنة 1977) وحتى محطة الفضاء الدولية الحالية. في كل عام يتم إطلاق ما بين ثلاث وأربع رحلات بروغريس إلى محطة الفضاء الدولية. تظل مركبة بروغريس في وضع الالتحام مع المركبة الفضائية إلى أن يتم استبدالها بمركبة جديدة من نفس النوع أو بمركبة سويوز (التي تستخدم نفس منفذ الالتحام مع المحطة). وبعد أن تمتلئ مركبة بروغريس بالنفايات والمخلفات، تنفصل عن المحطة الفضائية وتبدأ بالسباحة في الفضاء وينخفض مدار دورانها بسبب جاذبية كوكب الأرض وتقترب من الغلاف الجوي وتحترق فيه. ونظرًا لإستبدال مركبات بروغريس التي يتم نقلها إلى محطة الفضاء الدولية بشكل متكرر، تستخدم ناسا تسمية خاصة بها حيث تشير عبارة " ISS 1P " إلى أول مركبة بروغريس تصل إلى محطة الفضاء الدولية.
تم تطوير مركبة بروغريس بسبب الحاجة إلى مصدر ثابت للإمدادات لجعل البعثات الفضائية طويلة الأمد ولبقاء رواد الفضاء لأطول فترة ممكنة في المحطة الفضائية. تم تحديد احتياجات رواد الفضاء من المواد الإستهلاكية (الغذاء والماء والهواء، وما إلى ذلك) ولهذا توفر مركبة بروغريس تدفق مستمر لهذه المواد، بالإضافة إلى استخدام المركبة في نقل قطع الغيار اللازمة لصيانة المحطة ومعداتها ونقل الأجهزة العلمية (مثل الحواسيب وأدوات المختبرات وغيرها). ولهذا السبب جاءت فكرة صناعة ناقلة شحن مخصصة. من الصعب أن يتم نقل هذه البضائع والمعدات في مركبة سويوز التي تحمل رواد الفضاء بسبب ضيق المساحة الداخلية لها. وحتى تاريخ 4 يناير 2020، بلغ عدد مركبات بروغريس التي تم إطلاقها إلى الفضاء 165 مركبة، ثلاثة محاولات لإطلاقها باءت بالفشل. وقد حدثت جميع حالات الفشل الثلاثة منذ عام 2011.